# Buizengat (Rotterdam)
Het Buizengat in het oosten van Rotterdam is een uit  1699 stammende binnenhaven.
Het Buizengat ligt ten oosten van het Boerengat (gegraven in 1591) en is ook via een spuikanaal met de Nieuwe Maas verbonden. De naam verwijst naar de haringbuizen die hier ooit hun thuishaven hadden. Vóór 1699 verwees de naam Buysse Gat naar de oostelijke toegang tot het Haringvliet.

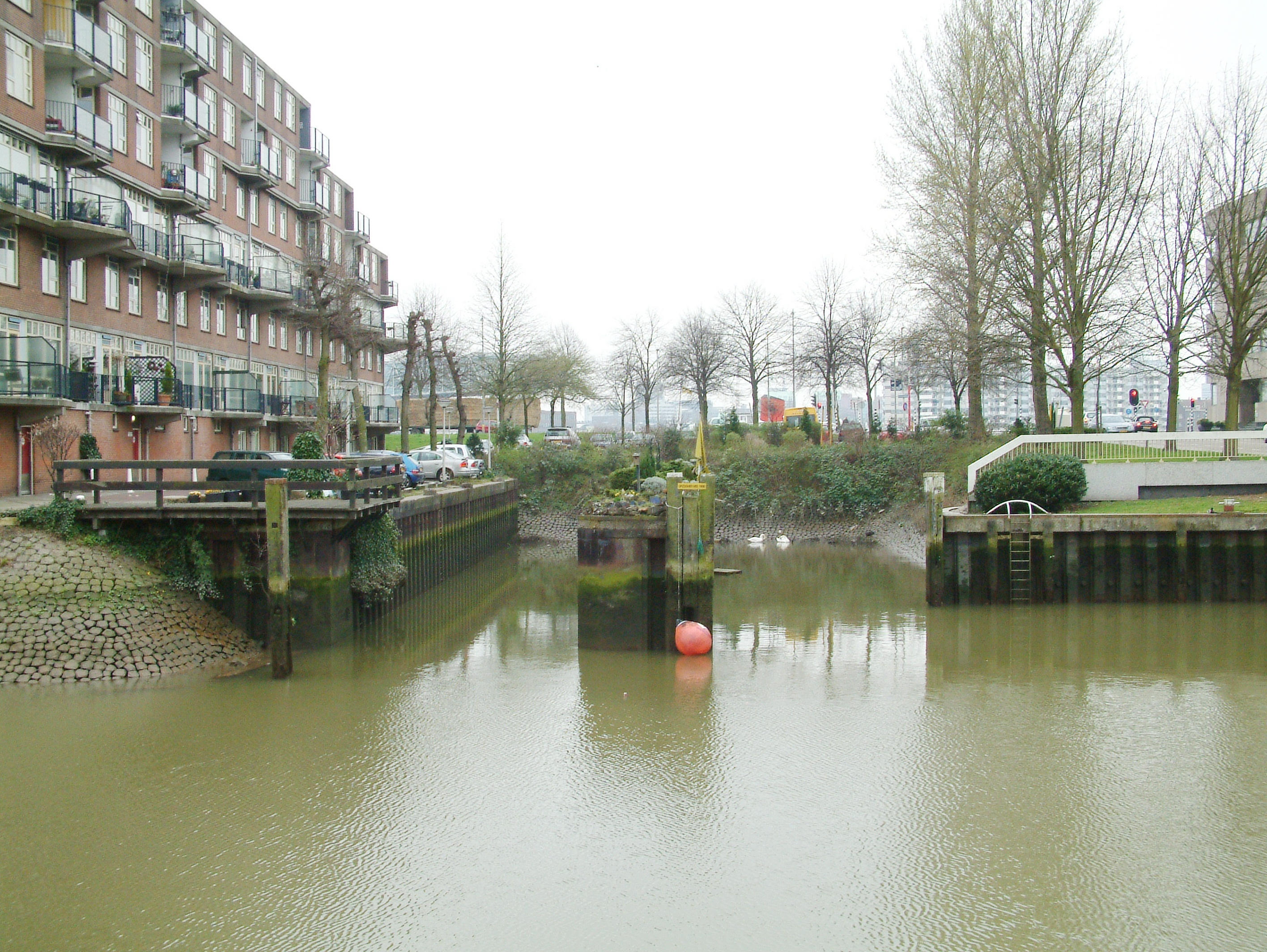
De voormalige insteekhavens van de Rotterdamsche reinigingsdienst (nu Roteb).

Er zijn twee kleine insteekhavens, waar vroeger de vuilniswagens het vuil stortten in vuilnisscheepjes, die aan de andere kant van de Nieuwe Maas naar de vuilverbranding op Charlois voeren.